# Pangrapta vasava
Pangrapta vasava är en fjärilsart som beskrevs av Butler 1881. Pangrapta vasava ingår i släktet Pangrapta och familjen nattflyn. Inga underarter finns listade i Catalogue of Life.